# Plebicula caerulea
Plebicula caerulea är en fjärilsart som beskrevs av Courvoisier 1910. Plebicula caerulea ingår i släktet Plebicula och familjen juvelvingar. Inga underarter finns listade i Catalogue of Life.